# Coleophora sergiella
Coleophora sergiella is een vlinder uit de familie kokermotten (Coleophoridae). De wetenschappelijke naam is voor het eerst geldig gepubliceerd in 1979 door Falkovitsh.
De soort komt voor in Europa.